# Cleisocentron gokusingii
Cleisocentron gokusingii är en orkidéart som beskrevs av Jeffrey James Wood och Anthony L. Lamb. Cleisocentron gokusingii ingår i släktet Cleisocentron och familjen orkidéer. Inga underarter finns listade i Catalogue of Life.